# Sylvester Terkay

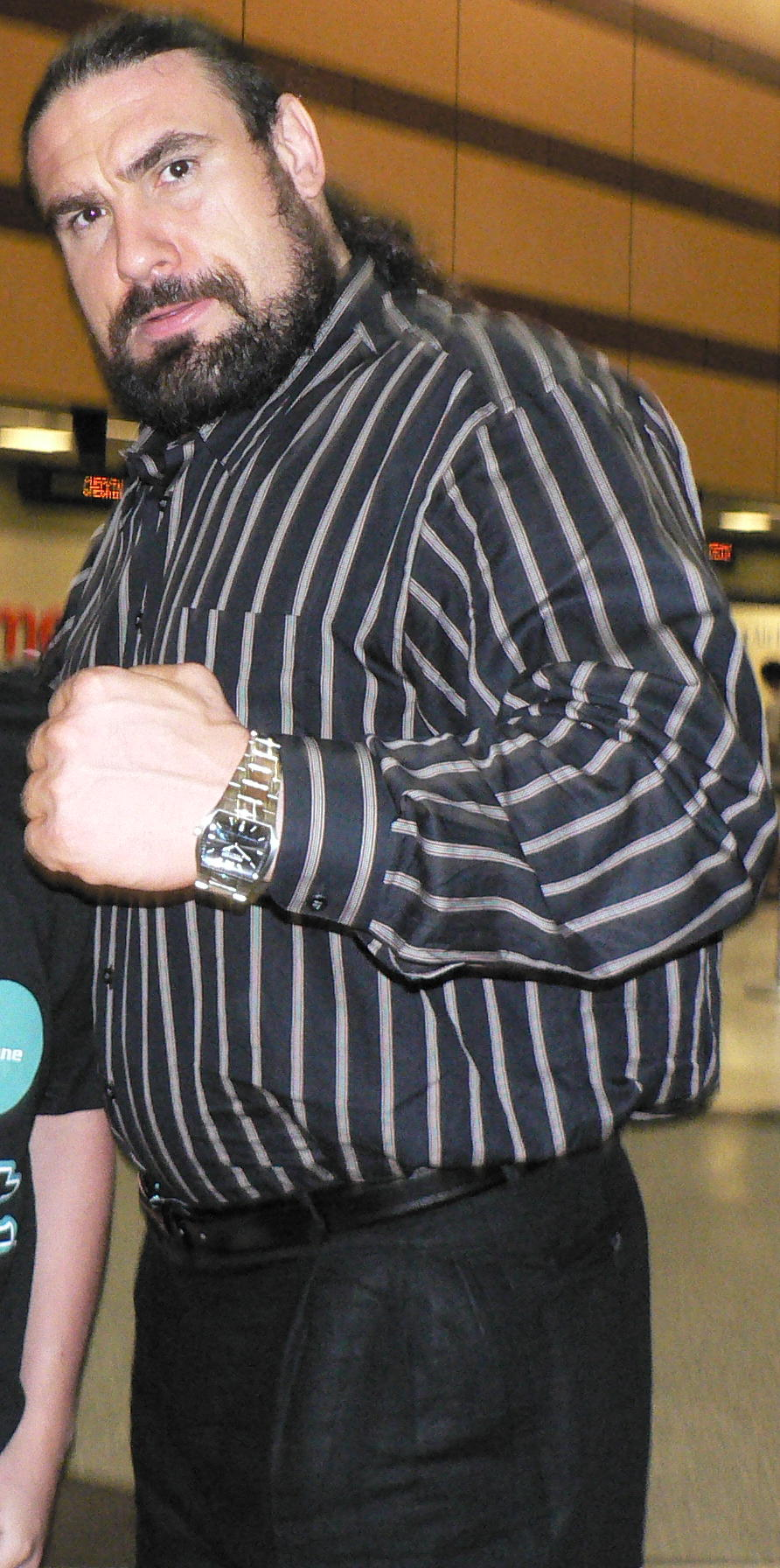
Sylvester Terkay

Sylvester Matthew Terkay (Big Bear, Califórnia) é um lutador estadunidense de wrestling.

## Carreira
Terkay tem também um excelente currículo amador, com uma série de 71 vitórias e apenas uma derrota na Universidade Estadual da Carolina do Norte. Quando se apresentou na WWE, Terkay venceu o veterano Matt Hardy, tendo sempre consigo o seu "treinador" e colega de Tag Team, Elijah Burke. Na mesma competição, apresentou-se na Smackdown, onde conseguiu uma série de vitórias consecutivas, que o levou para a ECW, quando mudou de espectáculo. Terkay competiu no Japão e no sudeste asiático, até fazer parte de uma lista de dispensas da WWE, ao lado de Tony Mamaluke, Gymini, Al Snow entre outros.

## Títulos
Terkay foi três vezes campeão all american da NCAA, Campeão dos Pesos-Pesados da I Divisão Nacional NCAA em 1993, e segundo lugar no Campeonato Nacional da NCAA em 1992.

## Características
Foi considerado o primeiro atleta híbrido na história da WWE[carece de fontes?], tendo conhecimento de várias artes marciais, tais como o Muay Thai, o Kickboxing e o Wrestling amador.